# Арктическо плато
Арктическото плато (на английски: Arctic Plateau) е предпланинско плато в северната част на щата Аляска, простиращо се покрай северното подножие на планината Брукс. Ширината му варира от 30 km на изток до 120 km на запад. Изградено е основно от кредни и кайнозойски пясъчници. Височината му варира от 200 m на север до 700 m на юг. Климатът е субарктичен, суров с повсеместно разпространение на вечно замръзналата почва. Повърхността му е силно разчленена от долините на реките, спускащи се от планината Брукс и вливащи се в Северния ледовит океан, като най-голяма е Колвил. Растителността е представена от мъхово-лишейна и храстова тундра. В района на селището Умиат се разработват нефтени находища.